# Festival international du film pour enfants de Montréal
Le Festival international du film pour enfants de Montréal (FIFEM) est un festival de cinéma créé en 1998 et se déroulant à Montréal.

## Palmarès

### 2014
- Prix du public : Le Coq de St-Victor de Pierre Greco
- Le Grand Prix de Montréal et Prix Place aux Familles : Sur les traces de Superman de Karzan Kader
- Prix spécial du jury enfants : Les Durs à cuire de Christian Lo
- Prix spécial du jury international : Maman, je t'aime de Janis Nords